# Expedition 24

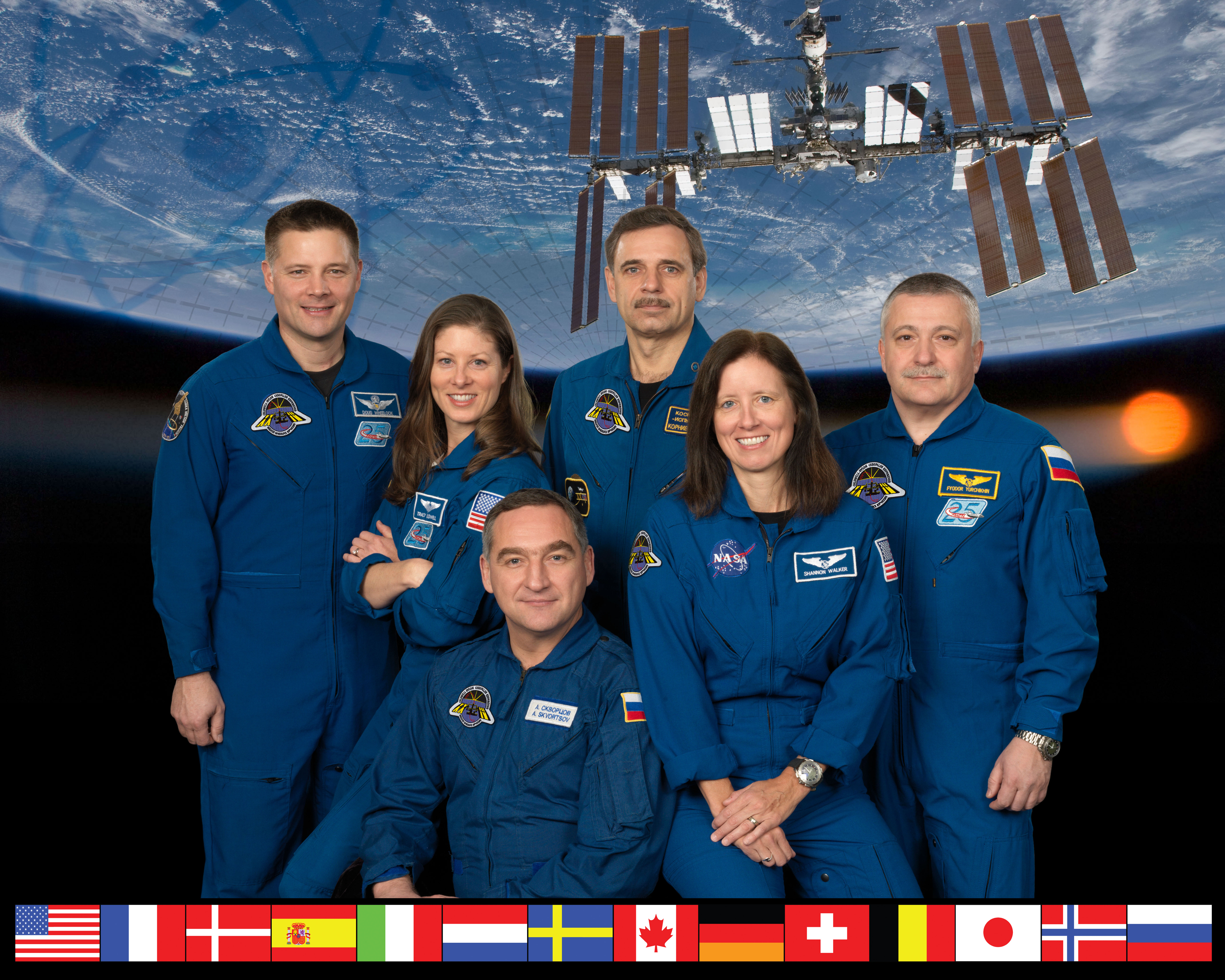
Expedition 24 besättning.

Expedition 24 var den 24:e expeditionen till Internationella rymdstationen (ISS). Expeditionen började den 1 juni 2010 då delar av Expedition 23s besättning återvände till jorden med Sojuz TMA-17.
Fjodor Jurtjichin, Shannon Walker och Douglas H. Wheelock anlände till stationen med Sojuz TMA-19 den 17 juni 2010,.
Expeditionen avslutades den 25 september 2010 då Aleksandr Skvortsov, Michail Kornijenko och Tracy E. Caldwell återvände till jorden med Sojuz TMA-18.

## Besättning
| Position       | Första delen (1 juni - 17 juni 2010)          | Andra delen (17 juni - 25 september 2010)     |
| -------------- | --------------------------------------------- | --------------------------------------------- |
| Befälhavare    | Aleksandr Skvortsov, RSA Hans andra rymdfärd  | Aleksandr Skvortsov, RSA Hans andra rymdfärd  |
| Flygingenjör 1 | Michail Kornijenko, RSA Hans andra rymdfärd   | Michail Kornijenko, RSA Hans andra rymdfärd   |
| Flygingenjör 2 | Tracy E. Caldwell, NASA Hennes andra rymdfärd | Tracy E. Caldwell, NASA Hennes andra rymdfärd |
| Flygingenjör 3 |                                               | Fjodor Jurtjichin, RSA Hans tredje rymdfärd   |
| Flygingenjör 4 |                                               | Shannon Walker, NASA Hennes första rymdfärd   |
| Flygingenjör 5 |                                               | Douglas H. Wheelock, NASA Hans andra rymdfärd |